# Watch Your Step
Watch Your Step è un musical statunitense, che debuttò a Broadway l'8 dicembre 1914 al New Amsterdam Theatre. Lo spettacolo, una commedia musicale in tre atti e sette scene prodotta da Charles Dillingham, venne rappresentato 175 volte. L'ultima recita si tenne l'8 maggio 1915.
Il libretto era di Harry B. Smith e le parole e la musica erano di Irving Berlin. L'orchestra venne diretta da DeWitt C. Coolman.
Protagonista dello spettacolo era la coppia formata da Vernon e Irene Castle. Nel cast, figura anche Justine Johnstone, un'attrice qui al suo esordio a Broadway che, in seguito, avrebbe lavorato sia per Ziegfeld che per il cinema, ma che poi - lasciate le scene nel 1926 - sarebbe diventata medico, ricercatrice e patologa.

## Trama
La scena è ambientata a New York.

## Le canzoni

### Atto I
- Office Hours (parole e musica di Irving Berlin), eseguita dal coro
- What Is Love (parole e musica di Irving Berlin), eseguita da Ernesta Hardacre
- The Dancing Teacher (parole e musica di Irving Berlin), eseguita da Joseph Lilyburn)
- The Minstrel Parade (parole e musica di Irving Berlin), eseguita da Birdie O'Brien)
- Around the Town (Let's Go 'Round the Town) (parole e musica di Irving Berlin), eseguita da tutta la compagnia)
- They (Always) Follow Me Around (parole e musica di Irving Berlin), eseguita da Algy Cuffs e le Matinee Girls)
- Show Us How to Do the Fox-Trot (parole e musica di Irving Berlin), eseguita da Mrs. Vernon Castle e i Pupils
- When I Discovered You (parole e musica di Irving Berlin e E. Ray Goetz), eseguita da tutta la compagnia)

### Atto II
- Metropolitan Nights (parole e musica di Irving Berlin), eseguita dal coro)
- I Love to Have the Boys Around Me (parole e musica di Irving Berlin), eseguita da Stella Spark e Chappies)
- Settle Down in a One-Horse Town (parole e musica di Irving Berlin), eseguita da Stella Spark e Algy Cuffs)
- Chatter Chatter (parole e musica di Irving Berlin), eseguita dal coro)
- Old Operas in a New Way (parole e musica di Irving Berlin), eseguita da tutta la compagnia)

### Atto III
- Move Over (parole e musica di Irving Berlin), eseguita da Stella Spark)
- Play a Simple Melody (parole e musica di Irving Berlin), eseguita da Ernesta Hardacre e Algy Cuffs)
- Look at Them Doing It (parole e musica di Irving Berlin), eseguita da tutta la compagnia)

## Il cast
La sera della prima, 8 dicembre 1914, nel cast figurano i seguenti artisti:
- Vernon Castle: Joseph Lilyburn
- Mrs. Vernon Castle: Mrs. Vernon Castle
- Julia Beaubien: Mrs. Swift
- Elizabeth Brice: Stella Spark
- Sam Burbank: Willie Steele
- Mabel Callahan: Mrs. Bright
- Irving J. Carpenter: Denny
- Harry A. Ellis: il fantasma di Verdi
- Sallie Fisher: Ernesta Hardacre
- William Halligan: Silas Flint
- W. M. Holbrook: An Usher
- Rokey Johnson: A Professional Escort
- Justine Johnstone: Estelle
- Charles L. Kelley: The Man in Box 51
- Harry Kelly: Ebeneezer Hardacre
- Charles King: Algy Cuffs
- Harriet Leidy: Anne Marshall
- Gus Minton: Josiah Jay
- Dorothy Morosco: Samantha Jay
- Elizabeth Murray: Birdie O'Brien
- Natalie Saymore: Mrs. Gay
- Max Scheck: An Old Chappy
- Terry Starwer: un impresario
- Charles Swan: A Young Chappy
- Dama Sykes: Iona Ford
- Ethel Sykes: la signora Climber
- Gladys Sykes: la signora Smart
- Frank Tinney: A Coat Room Boy/ A Pullman Porter/A Carriage Caller at the Opera

Chorus
- John Q. Adams: Chorus
- Earl Amos: Chorus
- M. G. Avery: Chorus
- Dorothy Banks: Chorus
- Helen Barnes: Chorus
- C. T. Beanie: Chorus
- Leila Benton:  Chorus
- Olive Birt: Chorus
- James Black: Chorus
- Christyne Bowers: Chorus
- Barbara Clark: Chorus
- Marie Dana: Chorus
- Ethel Davies: Chorus
- Rose Davies: Chorus
- Gwendoline DeBraw: Chorus
- Libbian Diamond: Chorus
- Richard Dicksinson: Chorus
- Marcelle Earl: Chorus
- Joseph Hadley: Chorus
- Flo Hart: Chorus
- Ethel Hobart: Chorus
- Herbert Hoey: Chorus
- Jessie Holbrook: Chorus
- Maud Homer: Chorus
- May Homer: Chorus
- Esther Lee: Chorus
- Rose Leslie: Chorus
- Phyllis Munday: Chorus
- Billie Norton: Chorus
- Violet Pardue: Chorus
- Alleyne Pickard: Chorus
- Nancy Poole: Chorus
- Fred Rockwell: Chorus
- Myrtle Ross: Chorus
- Virginia Shelby: Chorus
- Annette Simonet: Chorus
- Trixie Smith: Chorus
- Paula Sterling: Chorus
- Edna Stillwell: Chorus
- Violet Sydney: Chorus
- Peggy Trevor: Chorus
- Marie Walsh: Chorus
- Bunny Wendell: Chorus